# Adolfo I di Kleve
Adolfo I di Kleve, I duca di Kleve e IV conte di Mark (in tedesco Adolf II. (Kleve-Mark); 2 agosto 1373 – 23 settembre 1448), fu il primo duca di Kleve e conte di Mark dal 1398 fino alla sua morte.

## Origine
Secondo il WERNHERI TESCHENMACHERI AB ELVERFELDT ANNALES CLIVIAE, JULIAE, Adolfo, era il figlio primogenito di Adolfo conte di Kleve (Adolfo I) e futuro conte della contea di Mark (Adolfo III), e della moglie, Margherita di Berg (uxor Margaretha Montana), che secondo il documento n° 684 del Urkundenbuch für die Geschichte des Niederrheins, Volume 3, datato dicembre 1368, era sorella di Guglielmo II, conte di Ravensberg e conte di Berg(Margareta des vurg. greuen Wilhelms suster, ouch greuinne der vurgenanten lande), quindi figlia del conte di Ravensberg e conte di Berg, Gerardo e della moglie, Margherita di Ravensberg che, secondo il documento n° XCIV del Ravensberg Codex era figlia del conte di Ravensberg, Ottone IV e della moglie, Margherita di Berg, erede della contea di Berg.
Secondo la Chronica Comitum de Marka, Adolfo conte di Kleve (Adolfo I) e futuro conte della contea di Mark (Adolfo III), era il figlio secondogenito del conte di Mark, Adolfo II e della moglie, Margherita di Kleve, figlia del conte di Kleve, Teodorico VIII e di Margherita di Gheldria, che era sorella del Conte di Gheldria, Rinaldo II, e figlia del Conte di Gheldria, Rinaldo I e di Margherita Dampierre o di Fiandra.

## Biografia
Suo zio, il conte di Mark, Engelberto III, morì di peste nel castello di Wetter, nel 1391, e fu sepolto nella chiesa del monastero di Fröndenberg.

Dopo la morte di Engelberto III, dato che aveva solo una figlia, suo padre, Adolfo I conte di Kleve, gli succedette, nella Contea di Mark, come Adolfo III.
In quello stesso anno, col documento n° 952 del Urkundenbuch für die Geschichte des Niederrheins, Volume 3, datato febbraio 1391, ad Adolfo figlio primogenito (Adolph onsen aildsten soen) viene garantita dai genitori (Adolph greue end Margareta greuinne van Cleue), la proprietà di Kriekenbeke (den hues toe Kriekenbeke), l'attuale Circondario di Viersen.
Secondo il documento n° 967 del Urkundenbuch für die Geschichte des Niederrheins, Volume 3, datato 1392, Adolfo viene citato dal padre, Adolfo III, conte di Kleve e di Mark come suo erede assieme al fratello, Teodorico (Adolph greue van Cleue und van der Marke, Adolph und Diderich van Cleue gebruedere, syne suene).
Suo padre, Adolfo III morì nel 1394; il WERNHERI TESCHENMACHERI AB ELVERFELDT ANNALES CLIVIAE, JULIAE riporta l'epitaffio che si trova sulla sua tomba nella chiesa dell'Assunzione di Maria di Kleve.

Sempre secondo il WERNHERI TESCHENMACHERI AB ELVERFELDT ANNALES CLIVIAE, JULIAE, lasciò la contea di Kleve, ad Adolfo, figlio primogenito, mentre nella Contea di Mark gli succedette il figlio secondogenito Teodorico, associato al terzogenito, Gerardo.
Suo fratello, Teodorico, morì all'età di 24 anni; morì in battaglia a Elberfeld, nel marzo del 1398. La sua tomba si trova nella collegiata di Hörde.
Dato che Teodorico non aveva discendenza, nella contea di Mark, gli succedette Adolfo, come Adolfo IV, con associato il fratello minore, Gerardo, che aveva intrapreso la carriera ecclesiastica.
Suo fratello, Gerardo reclamava parte dell'eredità di suo padre nella contea di Mark, e, dal 1413, non si accontentò più di alcune gratificazioni, ma, con l'ausilio di cavalieri e delle città di Brandeburgo, tentò di conquistare la Contea di Mark; dopo che Adolfo nel 1417, era stato riconosciuto duca di Kleve, dal re di Germania, Sigismondo di Lussemburgo (vedi documento n° LXXVII del Codex Diplomaticus del WERNHERI TESCHENMACHERI AB ELVERFELDT ANNALES CLIVIAE, JULIAE), Gerardo rinunciò alla carriera ecclesiastica, per rivendicare, con più veemenza ciò che il padre gli aveva lasciato; nel 1321, anche il Papa Martino V, secondo il WERNHERI TESCHENMACHERI AB ELVERFELDT ANNALES CLIVIAE, JULIAE appoggiò le richieste di Gerardo, senza risultato.
Ottenuto il sostegno dell'arcivescovo di Colonia Dietrich II von Moers, al quale promise alcuni territori, Gerardo entrò in guerra contro Adolfo, con alterne fortune; nel 1430 i fratelli fecero pace, e, con l'accordo del 30 agosto 1430, a Gerardo fu concessa la proprietà della contea per sei anni e, dopo la scadenza del 27 luglio 1437, gli fu concessa a vita, salvo ritorno al duca di Cleve, dopo la sua morte; a Gerardo fu concesso il titolo di conte reggente di Mark.
Nel 1423 Adolfo promise in sposa sua figlia Caterina al duca di Gheldria e Conte di Zutphen, Arnoldo di Egmond, e lo sostenne nella sua lotta per il ducato di Jülich contro Adolfo, Duca di Jülich-Berg, fino a quando, nel 1436, non fu trovato un accordo amichevole attraverso la mediazione del duca di Borgogna, Filippo il Buono. 
Negli anni seguenti la rivalità con l'arcivescovo di Colonia Dietrich II von Moers si inasprì, per il possesso del castello di Kaiserswerth, che portò alla guerra di Soest (1443-1449), che resistette eroicamente.
Adolfo morì il 23 settembre 1448, cinque giorni dopo aver appreso la notizia di un attacco perpetrato da suo figlio Giovanni contro l'arcivescovo e fu sepolto nel monastero certosino da lui fondato sull'isola vicino a Wesel.
Nei suoi titoli gli succedette il figlio maschio primogenito, Giovanni, come Giovanni I.

## Matrimoni e discendenza
All'inizio del 1400, a Heidelberg, Adolfo aveva sposato Agnese del Palatinato, figlia dell'Elettore e Conte Palatino del Reno e Re dei Romani, Roberto di Germania e della moglie, Elisabetta di Norimberga; Agnese gli aveva portato in dote il Kaiserswerth.
Sua moglie Agnes morì senza avergli dato figli dopo circa due anni di matrimonio, nel 1401, e fu sepolta nel duomo di Colonia.
Il 22 luglio 1406, ad Arras, Adolfo sposò Maria di Borgogna, figlia secondogenita del Duca di Borgogna, conte di Borgogna (Franca Contea), Artois e Fiandre, Giovanni senza Paura e Margherita di Baviera; il contratto di matrimonio, datato 1405, viene riportato nel documento n° LXVIII del Codex Diplomaticus del WERNHERI TESCHENMACHERI AB ELVERFELDT ANNALES CLIVIAE, JULIAE.
Da Beatrice Adolfo ebbe tre figli maschi, nonché sette figlie:
- Margherita (23 febbraio 1416 - 20 maggio 1444) sposò in prime nozze Guglielmo III di Baviera l'11 maggio 1433; ed in seconde nozze Ulrico V di Württemberg il 29 gennaio 1441[16];
- Caterina (25 maggio 1417 - 10 febbraio 1479) sposò Arnoldo, duca di Gheldria il 23 luglio 1423[20];
- Giovanni (1419 - 1481), succeduto nel titolo di duca di Kleve come Giovanni I[15];
- Elisabetta (1420 - 1488) sposò il 15 luglio 1434 Enrico XXVI di Schwarzburg-Blankenburg[15] (1418 - 1488);
- Agnese (1422 - 1446) sposò Carlo IV re di Navarra, il 30 settembre 1439 ad Olite[15];
- Elena (1423 - 1471) sposò il 12 febbraio 1436 Enrico "il Pacifico", duca di Brunswick-Lüneburg[15] (c.1411 - 1473);
- Adolfo (1425 - 1492) sposò il 13 maggio 1453 Beatrice di Coimbra (1435 - 1462) figlia dell'infante Pietro d'Aviz[15];
- Maria (1426 - 1487) sposò Carlo d'Orléans e divennero i genitori di Luigi XII, re di Francia[15];
- Anna[12] (1432 - 1432);
- Engelberto (1433 - 1433)[15];

## Ascendenza
|                          |                       |                            | Genitori                 |  |  | Nonni |  |  | Bisnonni                  |  |  | Trisnonni                 |  |
|                          |                       |                            |                          |  |  |       |  |  | Engelberto II de la Marca |  |  | Eberardo I, conte di Mark |  |
|                          |                       |                            |                          |  |  |       |  |  | Engelberto II de la Marca |  |  | Eberardo I, conte di Mark |  |
|                          |                       | Ermengarda di Berg         |                          |  |  |       |  |  | Engelberto II de la Marca |  |  |                           |  |
| Adolfo II di Mark        |                       |                            |                          |  |  |       |  |  | Engelberto II de la Marca |  |  |                           |  |
|                          |                       | Matilde d'Arenberg         | Giovanni d'Arenberg      |  |  |       |  |  |                           |  |  |                           |  |
|                          |                       | Matilde d'Arenberg         | Giovanni d'Arenberg      |  |  |       |  |  |                           |  |  |                           |  |
|                          |                       | Matilde d'Arenberg         | Caterina di Jülich       |  |  |       |  |  |                           |  |  |                           |  |
| Adolfo III di Mark       |                       | Matilde d'Arenberg         |                          |  |  |       |  |  |                           |  |  |                           |  |
|                          |                       | Teodorico VII di Kleve     | Teodorico VI di Kleve    |  |  |       |  |  |                           |  |  |                           |  |
|                          |                       | Teodorico VII di Kleve     | Teodorico VI di Kleve    |  |  |       |  |  |                           |  |  |                           |  |
|                          |                       | Teodorico VII di Kleve     | Alida di Heinsberg       |  |  |       |  |  |                           |  |  |                           |  |
| Margherita di Kleve      |                       | Teodorico VII di Kleve     |                          |  |  |       |  |  |                           |  |  |                           |  |
|                          |                       | Margherita di Gheldria     | …                        |  |  |       |  |  |                           |  |  |                           |  |
|                          |                       | Margherita di Gheldria     | …                        |  |  |       |  |  |                           |  |  |                           |  |
|                          |                       | Margherita di Gheldria     | …                        |  |  |       |  |  |                           |  |  |                           |  |
| Adolfo I di Kleve        |                       | Margherita di Gheldria     |                          |  |  |       |  |  |                           |  |  |                           |  |
|                          | Guglielmo I di Jülich | Gerardo VI di Jülich       |                          |  |  |       |  |  |                           |  |  |                           |  |
|                          | Guglielmo I di Jülich | Gerardo VI di Jülich       |                          |  |  |       |  |  |                           |  |  |                           |  |
|                          | Guglielmo I di Jülich | Elisabetta di Brabante     |                          |  |  |       |  |  |                           |  |  |                           |  |
| Gerardo di Berg          | Guglielmo I di Jülich |                            |                          |  |  |       |  |  |                           |  |  |                           |  |
|                          |                       | Giovanna di Hainaut        | Guglielmo I di Hainaut   |  |  |       |  |  |                           |  |  |                           |  |
|                          |                       | Giovanna di Hainaut        | Guglielmo I di Hainaut   |  |  |       |  |  |                           |  |  |                           |  |
|                          |                       | Giovanna di Hainaut        | Giovanna di Valois       |  |  |       |  |  |                           |  |  |                           |  |
| Margherita di Berg       |                       | Giovanna di Hainaut        |                          |  |  |       |  |  |                           |  |  |                           |  |
|                          |                       | Ottone IV di Ravensberg    | Ottone III di Ravensberg |  |  |       |  |  |                           |  |  |                           |  |
|                          |                       | Ottone IV di Ravensberg    | Ottone III di Ravensberg |  |  |       |  |  |                           |  |  |                           |  |
|                          |                       | Ottone IV di Ravensberg    | Edvige di Lippe          |  |  |       |  |  |                           |  |  |                           |  |
| Margherita di Ravensberg |                       | Ottone IV di Ravensberg    |                          |  |  |       |  |  |                           |  |  |                           |  |
|                          |                       | Margherita di Berg-Windeck | Enrico di Berg-Windeck   |  |  |       |  |  |                           |  |  |                           |  |
|                          |                       | Margherita di Berg-Windeck | Enrico di Berg-Windeck   |  |  |       |  |  |                           |  |  |                           |  |
|                          |                       | Margherita di Berg-Windeck | Agnese di Mark           |  |  |       |  |  |                           |  |  |                           |  |
|                          |                       | Margherita di Berg-Windeck |                          |  |  |       |  |  |                           |  |  |                           |  |

### Fonti primarie
- (LA)  Monumenta Germaniae Historica, Scriptores rerum Germanicarum, Nova series, tomus VI.
- (LA)  (NL)  Urkundenbuch für die Geschichte des Niederrheins, Volume 3.
- (LA)  (NL)  WERNHERI TESCHENMACHERI AB ELVERFELDT ANNALES CLIVIAE, JULIAE.

### Letteratura storiografica
- (DE)  Engelbert_III, da Allgemeine Deutsche Biographie
- (DE)  Adolf I. (Graf von der Mark), da Allgemeine Deutsche Biographie